# Pyura isobella
Pyura isobella är en sjöpungsart som beskrevs av Kott 1985. Pyura isobella ingår i släktet Pyura och familjen lädermantlade sjöpungar. Inga underarter finns listade i Catalogue of Life.